# Boveresse
Boveresse je bývalá samostatná obec v kantonu Neuchâtel na západě Švýcarska. Žije zde asi 400 obyvatel. 
Dříve samostatná obec vytvořila k 1. lednu 2009 společně s obcemi Buttes, Couvet, Fleurier, Les Bayards, Môtiers, Noiraigue, Saint-Sulpice a Travers novou obec Val-de-Travers.

## Geografie

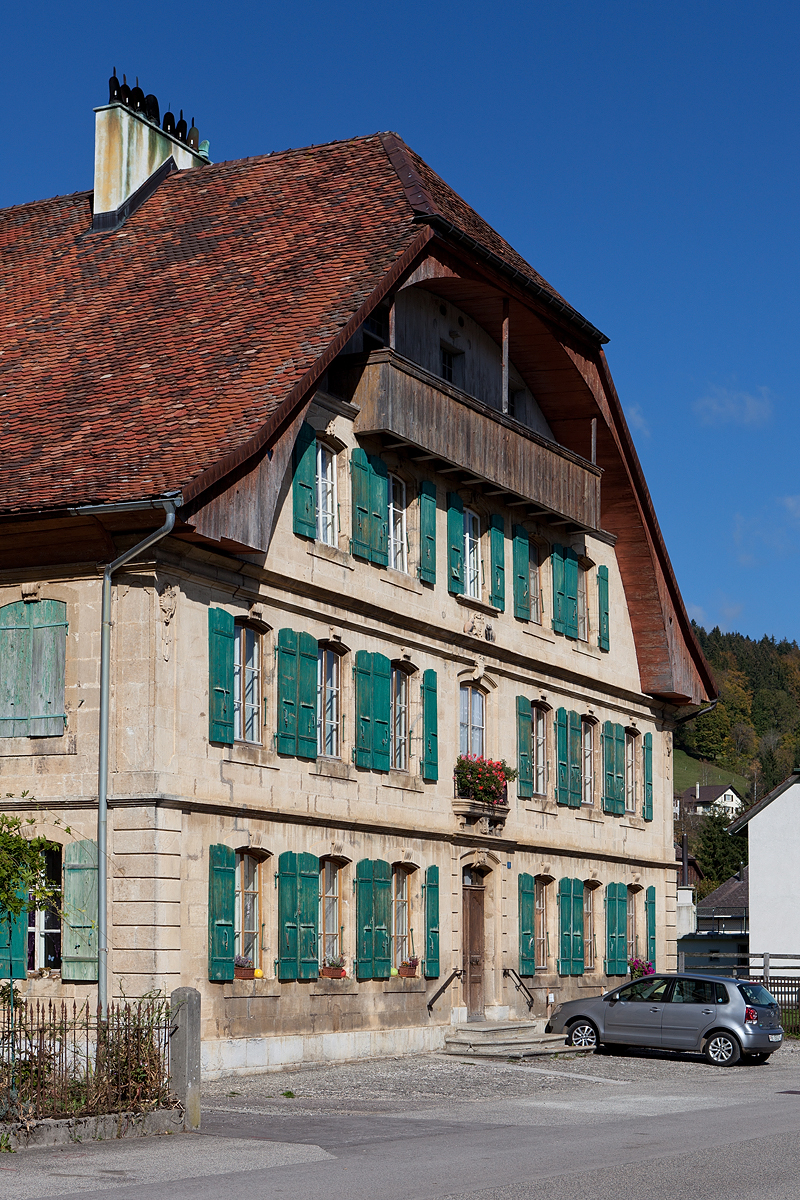
Tradiční architektura v obci

Boveresse leží v nadmořské výšce 735 m, vzdušnou čarou 26 km západojihozápadně od hlavního města kantonu, Neuchâtelu. Obec se rozkládá na severním okraji údolí Val de Travers naproti Môtiers v Neuchâtelském Jurovi.
Území bývalé obce o rozloze 12,9 km² pokrývá malou část téměř 2 km širokého údolí Val de Travers. Jižní hranici tvoří Vieille Areuse, bývalé rameno řeky Areuse, které bylo v této oblasti korigováno a napřímeno. Na severu se území obce rozprostíralo po plochém dně údolí Val de Travers až k sousedním výšinám Jury na severu s osadou Les Sagnettes (61 obyvatel, 1089 m n. m.) a pohořím Monts de Boveresse v nadmořské výšce až 1213 m. Na úplném severu území zasahovalo až k antiklinále, která na jihu doprovází údolí Vallée de la Brévine. Zde bylo dosaženo nejvyššího bodu Boveresse ve výšce 1240 m n. m.. Na severovýchodě se území obce rozkládalo nad údolní nivou potoka Sucre až k Trémalmontu (1213 m n. m.). Na výšinách severně od Boveresse se nacházejí rozsáhlé jurské pastviny s typickými mohutnými smrky, které zde stojí buď jednotlivě, nebo ve skupinách. V roce 1997 tvořila 4 % rozlohy obce zastavěná plocha, 45 % lesy a lesní porosty, 50 % zemědělství a necelé 1 % neproduktivní půda.
K Boveresse patřily četné zemědělské osady a jednotlivé farmy na jurských výšinách. Sousedními obcemi Boveresse byly Saint-Sulpice, Fleurier, Môtiers, Couvet a La Brévine.

## Historie
První písemná zmínka o obci pochází z roku 1266 a nese název Boveressa, který má původ v latinském boveretum (pastvina pro dobytek). Až do 14. století patřila Boveresse převorství Saint-Pierre v sousední obci Môtiers, poté až do roku 1848 podléhala kastelánství Val-de-Travers. V této době mělo nad oblastí svrchovanou moc hrabství Neuchâtel. Od roku 1648 byl Neuchâtel knížectvím a od roku 1707 byl personální unií spojen s Pruským královstvím. V roce 1806 bylo území postoupeno Napoleonovi a v roce 1815 se v rámci Vídeňského kongresu stalo součástí Švýcarské konfederace, přičemž pruští králové zůstali až do roku 1848 (formálně do Neuchâtelské smlouvy z roku 1857) také knížaty Neuchâtelu.

## Obyvatelstvo
93,9 % obyvatel hovoří francouzsky, 2,9 % italsky a 1,7 % německy (stav v roce 2000). Po roce 1900 (577 obyvatel) počet obyvatel Boveresse výrazně klesal až do roku 1950 (388 obyvatel), od té doby se počet obyvatel pohybuje mezi 350 a 400 obyvateli.

## Hospodářství
Až do 20. století bylo Boveresse vesnicí, která se vyznačovala především zemědělstvím. V průběhu 19. století se v obci usadilo několik hodinářských podniků. Důležitým zdrojem příjmů obyvatel Boveresse bylo pěstování rostliny pelyněk pravý (Artemisia absinthium) pro výrobu absintu, která byla v roce 1908 na základě referenda zakázána. Ledová jeskyně v oblasti Montlési sloužila kolem roku 1900 k uskladnění ledu.
V posledních desetiletích se Boveresse vyvinulo v rezidenční obec. V současnosti se přibližně 40 % pracovní síly stále živí zemědělstvím, zejména chovem dobytka, dojnic a pěstováním pícnin. Mimo primární sektor existují pracovní místa v místních malých podnicích. Mnoho pracujících však dojíždí za prací do větších sídel v údolí Val de Travers a do Neuchâtelu.

## Doprava

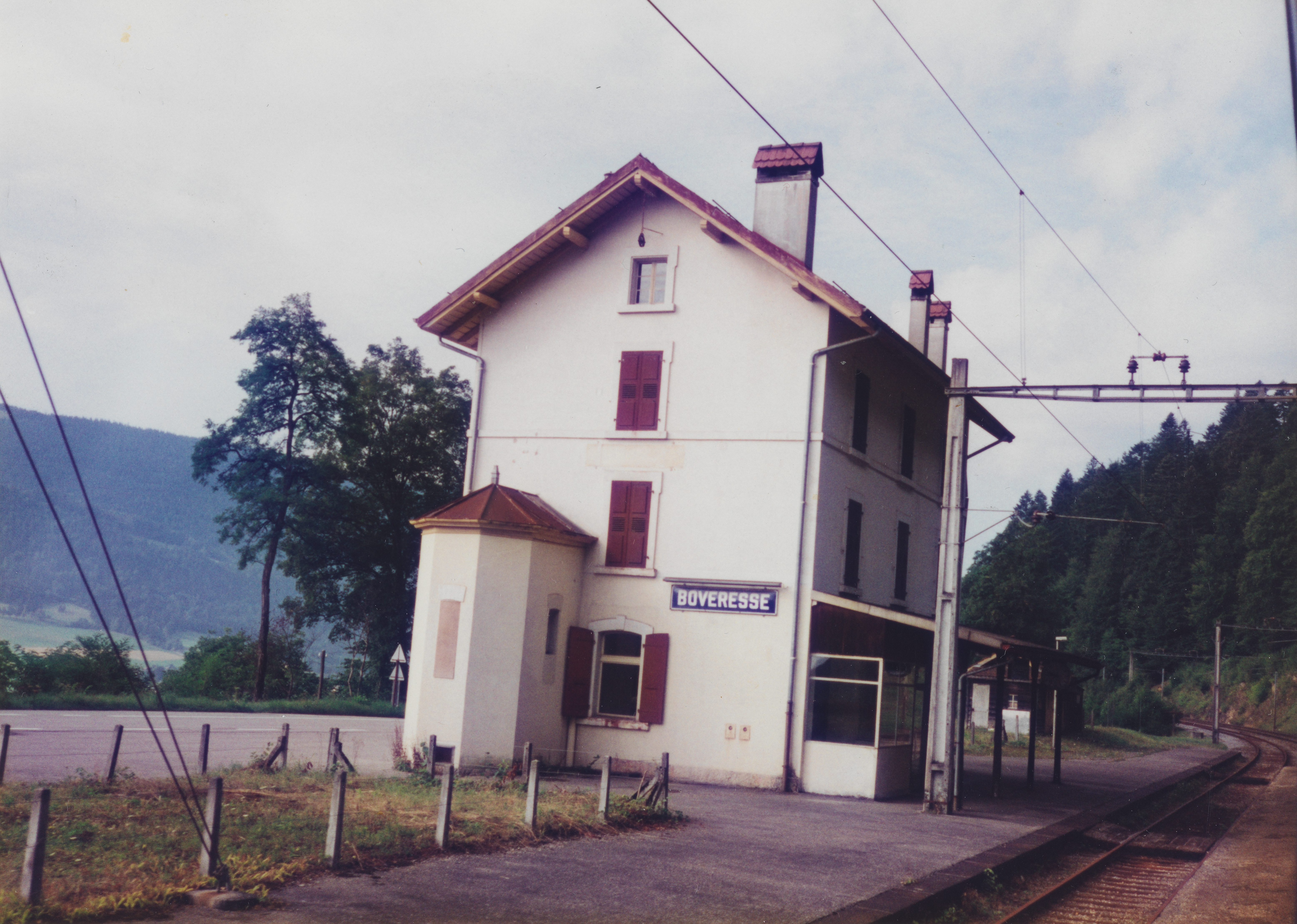
Bývalá železniční stanice Boveresse

Bývalá obec má dobré dopravní spojení. Nachází se na hlavní silnici z Neuchâtelu do Pontarlier ve Francii přes hraniční přechod Les Verrières. Železniční trať z Auvernier do Les Verrières se stanicí v Boveresse byla otevřena 25. července 1860. Dnes však již regionální vlaky na trati Travers – Les Verrières nejezdí. Obec je napojena na síť veřejné dopravy linkou Postbusu z Couvet do Les Verrières a částečně dále do Pontarlier. Další linka jezdí na trase Fleurier – La Brévine.